# Kento Nakamura
Kento Nakamura (中村健人 Nakamura Kento?,  Matsudo, Prefectura de Chiba, Japón, 16 de octubre de 1991) es un patinador de patinaje artístico sobre hielo japonés. Nakamura ha sido medallista de bronce en el Trofeo NRW de 2011, medallista de plata en el Bavarian Open de 2013, dos veces medallista en el Grand Prix Juvenil y campeón nacional junior de Japón en 2011.

## Carrera
Nakamura comenzó a patinar a la edad de siete años, debutando en el Grand Prix Juvenil de 2007. En 2009, ganó medallas en sus dos asignaciones del JGP; la plata en Estados Unidos y el bronce en Turquía. Sus resultados le calificaron para la Final del Grand Prix, donde terminó en octavo lugar. Después de ocupar el séptimo lugar en el nivel sénior en el Campeonato de Japón, fue asignado al Campeonato de los Cuatro Continentes de 2010, dónde quedaría en el lugar número quince.
En la temporada de 2010-11, Nakamura no logró llegar al podio en sus eventos del JGP, pero ganó el Campeonato Juvenil de Japón. También fue enviado al Campeonato Mundial Juvenil de 2011 y quedó en el puesto catorce.
Nakamura ganó el bronce en el Trofeo NRW de 2011 y la plata en el Bavarian Open de 2013.

## Programas
| Temporada | Programa corto                                   | Programa libre                                                     |
| --------- | ------------------------------------------------ | ------------------------------------------------------------------ |
| 2013–14   | - Vizir (de "Gypsy Fashion")                     | - Concierto para piano n.º 5 de Ludwig van Beethoven               |
| 2012–13   | - Vizir (de "Gypsy Fashion")                     | - Symphony No. 3 en C menor op. 78 "Órgano" de Camille Saint-Saëns |
| 2011–12   | - Tango Fugata de Astor Piazzolla                | - Symphony No. 3 en C menor op. 78 "Órgano" de Camille Saint-Saëns |
| 2010–11   | - Bugle Call Rag                                 | - Malagueña de Ernesto Lecuona                                     |
| 2009–10   | - The Mission de Ennio Morricone                 | - Poeta de Vicente Amigo - Intermezzo de George Bizet              |
| 2007–08   | - Symphony No. 3 "Órgano" de Camille Saint-Saëns | - Pirates of the Caribbean de Klaus Badelt                         |